# Thelacantha brevispina
Thelacantha brevispina är en spindelart som först beskrevs av Carl Ludwig Doleschall 1857.  Thelacantha brevispina ingår i släktet Thelacantha och familjen hjulspindlar. Inga underarter finns listade i Catalogue of Life.